# Единорог (созвездие)
Шаблон:Starbox character
Единоро́г (лат. Monoceros) — экваториальное созвездие. Занимает на небе площадь в 481,6 квадратного градуса и содержит 146 звёзд, видимых невооружённым глазом. Лежит в Млечном пути, однако ярких звёзд не содержит. Местонахождение созвездия — внутри зимнего треугольника, образованного яркими звёздами — Сириусом, Проционом и Бетельгейзе, по которым его легко найти. Единорог — одно из 15 созвездий, через которые проходит линия небесного экватора. Видно в центральных и южных районах России. Лучшие условия наблюдения — февраль.

## История
Новое созвездие. Предложено Петером Планциусом в 1612 году, но его принято относить к созвездиям Якоба Барча, опубликовавшего Единорога в своих небесных картах 1624 года. Возможно, однако, что это созвездие появилось ещё раньше — в работах 1564 года. Более того, комментатор античных текстов Иосиф Юстус Скалигер утверждал, что обнаружил это созвездие на античной небесной сфере. Первоначально называлось Unicornu, современное латинское название Monoceros предложил Ян Гевелий. Иногда автором созвездия называют Исаака Хабрехта II, использовавшего работы Планциуса при создании своего небесного глобуса.

## Интересные объекты
- Туманность Розетка (NGC 2237) — гигантская эмиссионная туманность, представляет собой область ионизированного водорода, где происходят процессы звездообразования.
- Рассеянное скопление M50 (NGC 2323).
- Скопление Снежинки (NGC 2264) — рассеянное звёздное скопление, связанное с туманностью Конус. В составе скопления представляет особый интерес двойная переменная звезда KH 15D, которая имеет протопланетный диск.
- COROT-1, COROT-4, COROT-5, COROT-7, COROT-12, COROT-13, COROT-14, COROT-18, COROT-20, HD 45652 — звёзды, известные доказанным наличием экзопланет. Особо примечательна звезда COROT-7, у которой обнаружено две сверхземли — CoRoT-7 b и CoRoT-7 c.
- V838 Mon — необычная переменная звезда. В начале 2002 года звезда пережила серьёзный взрыв, причина которого до сих пор вызывает споры. Размеры звезды впечатляющие, V838 замыкает первый десяток в списке известных крупнейших звёзд.
- NGC 2346 — планетарная туманность, вызывающая интерес необычной яркостью в инфракрасной части спектра. Центр туманности — очень тесная двойная звезда с периодом обращения 16 дней.
- Росс 614 — близкая к Солнцу двойная звезда, состоящая из двух красных карликов малой массы.
- A0620-00 — двойная звезда с невидимым вторым объектом с весьма большой массой, что позволяет отнести его к кандидатам в чёрные дыры.
- Туманность Красный прямоугольник — объект с нехарактерной для космоса резко выраженной прямоугольной формой, обнаруженный в 1973 году в процессе эксперимента по созданию инфракрасного обзора неба с использованием геофизических ракет. Представляет собой туманность, в спектре которой присутствуют, в частности, характерные признаки сложных углеводородов, включая ароматические соединения антрацен и пирен[4].